# Panhard & Levassor Type X59
Der Panhard & Levassor Type X59 ist ein Pkw-Modell der Zwischenkriegszeit. Hersteller war Panhard & Levassor in Frankreich.

## Beschreibung
Die Fahrzeuge haben einen ventillosen Schiebermotor nach einer Lizenz von Charles Yale Knight. Im Motorcode „SK6C2“ steht das „K“ für Knight und die „6“ für die Anzahl der Zylinder.
Der Sechszylinder-Reihenmotor hat 67 mm Bohrung, 86,5 mm Hub und 1830 cm³ Hubraum. Er wurde auch 10 CV six cylindres (sechs Zylinder) genannt.
Der Radstand beträgt 312 cm.
Bekannt sind die Karosseriebauformen Limousine und Coupé.
Die Produktion lief von Oktober 1927 bis Juli 1930. In den einzelnen Kalenderjahren wurden 1, 409, 223 und 3 Fahrzeuge hergestellt. Zusammen sind das 436 Fahrzeuge, von denen 157 exportiert wurden.